# Kangtega
El Kangtega, conegut també com Sella de Neu, és una muntanya de l'Himàlaia al Nepal. El seu cim s'eleva a 6,782 metres (22,251 ft). Va ser ascendit per primera vegada l'any 1963.
Des de les zones de la vall de Khumbhu i Hinku, el Kangtega s'eleva fins a un punt en forma de sella; per això se li dona el sobrenom de "The Snow Saddle".

## Ascensions destacades

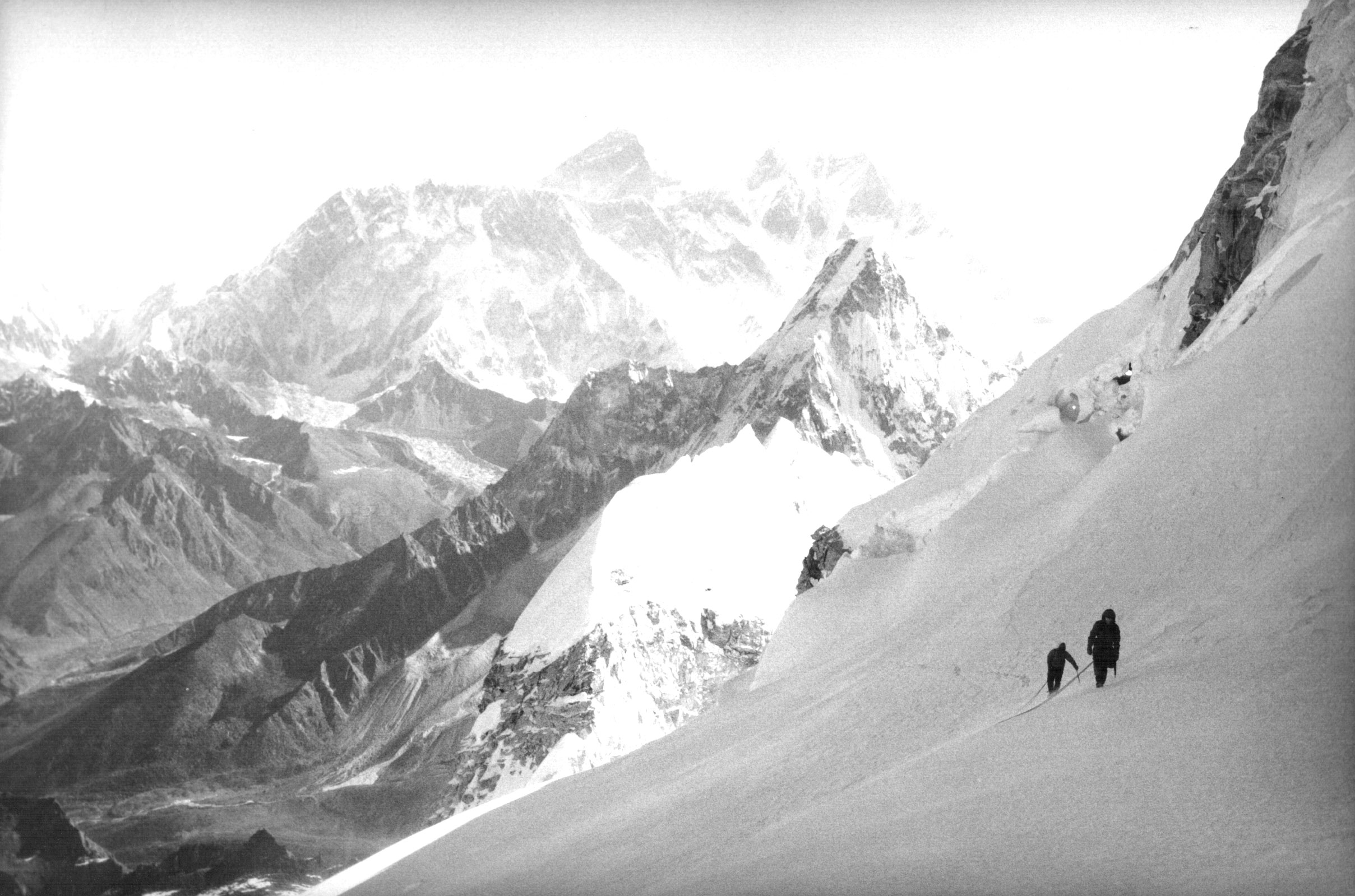
Alison Hargreaves i Jeff Lowe escalant el Kangtega (1 de maig de 1986).

El 1984 va fer cim la primera expedició femenina a escala mundial i segona absoluta després de la de Hillary de 1963, integrada totalment per 6 escaladores catalanes: Carme Melis, Mari Carme Magdalena, Mònica Verge, Piti Capella, Meri Puig i Lídia Riera (aquesta darrera es va quedar al camp base).
1986 Northeast Buttress, ascensió d'estil alpí de la ruta per part de Jay Smith, Mark Hesse, Craig Reason i Paul 'Wally' Teare, del 22 al 29 d'octubre.